# Gewog di Shapa
Il gewog di Shapa è uno dei dieci raggruppamenti di villaggi del distretto di Paro, nella regione Occidentale, in Bhutan.